# اوروویل (واشینگتن)
اوروویل (به انگلیسی: Oroville) شهری در شهرستان اوکانوگان ایالت واشنگتن است که در سرشماری سال ۲۰۱۰ میلادی، ۱۶۸۶ نفر جمعیت داشته است.